# Junior Eurovisiesongfestival 2013

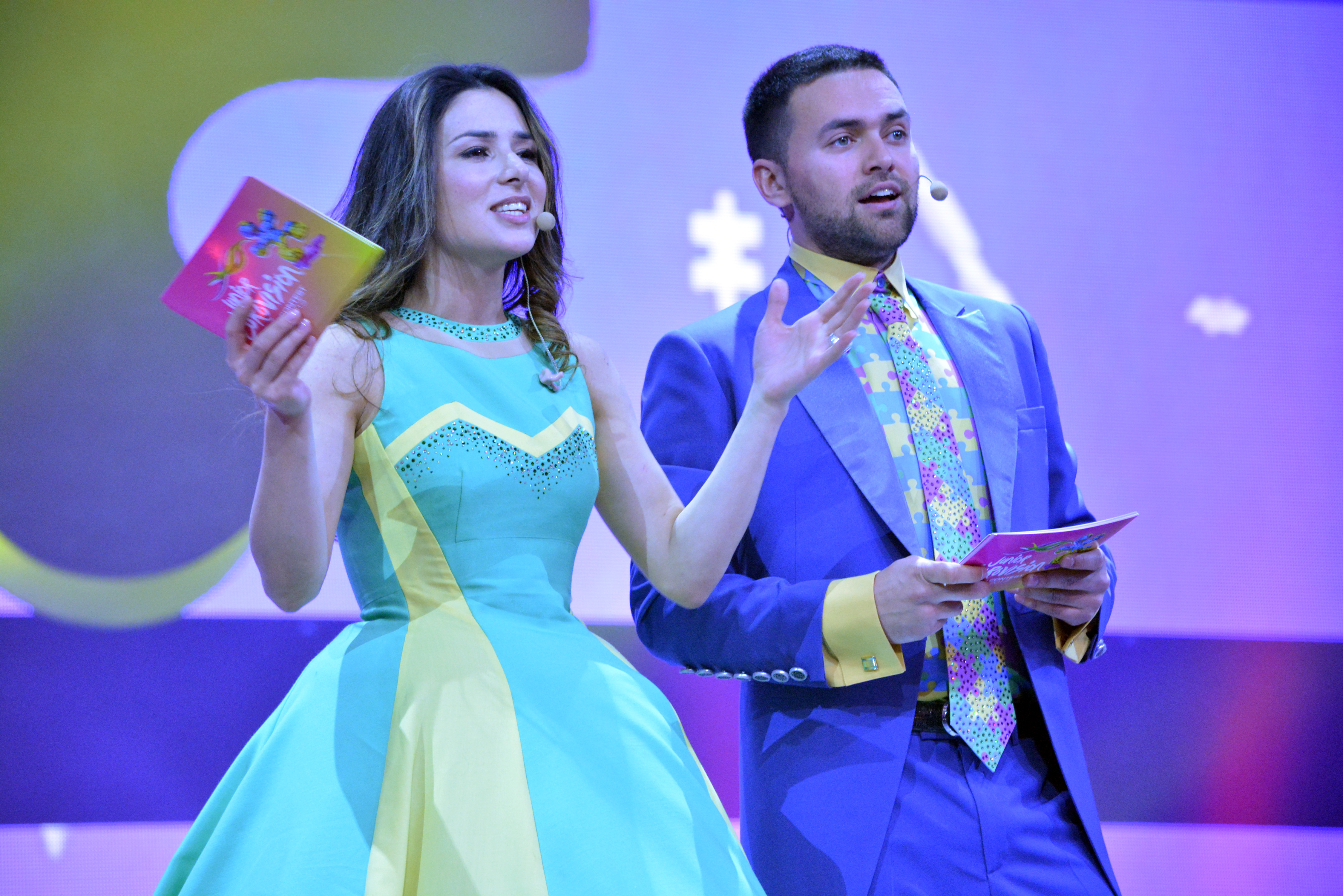
Presentatoren Timoer Mirosjnytsjenko en Zlata Ohnevytsj

Het Junior Eurovisiesongfestival 2013 was de elfde editie van het liedjesfestival. Het werd gehouden in Oekraïne. Winnaar van de editie was Malta met het lied The start van Gaia Cauchi.

## Overzicht
Op 30 november 2012, een dag voor aanvang van het Junior Eurovisiesongfestival 2012, maakte de EBU bekend dat de Nederlander Sietse Bakker zou stoppen als supervisor van het Junior Eurovisiesongfestival. Na afloop van het festival van 2012 werd hij opgevolgd door Vladislav Jakovlev. De EBU gaf ook aan op zoek te zijn naar nieuwe deelnemende landen, om het historisch lage aantal van twaalf deelnemers in 2012 op te krikken.
Op 7 februari 2013 werd bekend dat de winnaar van de vorige editie, Oekraïne, het Junior Eurovisiesongfestival 2013 zou organiseren. Het festival vond plaats in het Oekraïnapaleis in de hoofdstad Kiev, en dit op 30 november 2013. Oekraïne was ook in 2009 gastland voor het Junior Eurovisiesongfestival.

## Uitslag
| Plaats | Land         | Taal                     | Artiest          | Lied                    | Punten |
| ------ | ------------ | ------------------------ | ---------------- | ----------------------- | ------ |
| 1      | Malta        | Engels                   | Gaia Cauchi      | The start               | 130    |
| 2      | Oekraïne     | Oekraïens en Engels      | Sofija Tarasova  | We are one              | 121    |
| 3      | Wit-Rusland  | Russisch                 | Ilja Volkov      | Poy so mnoy             | 108    |
| 4      | Rusland      | Russisch                 | Dajana Kirillova | Dream on                | 106    |
| 5      | Georgië      | Georgisch en Engels      | The Smile Shop   | Give me your smile      | 91     |
| 6      | Armenië      | Armeens en Engels        | Monica Avanesian | Choco factory           | 69     |
| 7      | Azerbeidzjan | Azerbeidzjaans en Engels | Rüstəm Kərimov   | Me and my guitar        | 66     |
| 8      | Nederland    | Nederlands en Engels     | Mylène & Rosanne | Double me               | 59     |
| 9      | Zweden       | Zweeds                   | Elias            | Det är dit vi ska       | 46     |
| 10     | San Marino   | Italiaans                | Michele Perniola | O-o-o sole intorno a me | 42     |
| 11     | Moldavië     | Roemeens en Engels       | Rafael Bobeica   | Cum să fim              | 41     |
| 12     | Macedonië    | Macedonisch              | Barbara Popović  | Ohrid i muzika          | 19     |

## Scorebord
| Deelnemers   | 12 p. | Kinderjury | SE | AZ | AM | SM | MK | UA | BY | MD | GE | NL | MT | RU |
| ------------ | ----- | ---------- | -- | -- | -- | -- | -- | -- | -- | -- | -- | -- | -- | -- |
| Zweden       | 12    | 1          |    | 4  | 3  | 5  | 1  | 2  | 5  | 6  | 1  | 4  | 0  | 2  |
| Azerbeidzjan | 12    | 4          | 7  |    | 0  | 2  | 2  | 10 | 0  | 3  | 10 | 3  | 6  | 7  |
| Armenië      | 12    | 3          | 4  | 0  |    | 4  | 4  | 5  | 2  | 4  | 12 | 6  | 8  | 5  |
| San Marino   | 12    | 5          | 2  | 2  | 4  |    | 0  | 1  | 3  | 2  | 3  | 2  | 2  | 4  |
| Macedonië    | 12    | 0          | 1  | 1  | 2  | 0  |    | 0  | 1  | 0  | 0  | 1  | 1  | 0  |
| Oekraïne     | 12    | 8          | 10 | 10 | 8  | 12 | 8  |    | 12 | 7  | 7  | 7  | 12 | 8  |
| Wit-Rusland  | 12    | 10         | 5  | 6  | 6  | 6  | 7  | 8  |    | 10 | 8  | 8  | 10 | 12 |
| Moldavië     | 12    | 0          | 3  | 3  | 1  | 3  | 3  | 3  | 4  |    | 4  | 0  | 4  | 1  |
| Georgië      | 12    | 7          | 0  | 8  | 7  | 10 | 10 | 6  | 7  | 8  |    | 5  | 5  | 6  |
| Nederland    | 12    | 2          | 6  | 5  | 5  | 1  | 5  | 4  | 6  | 1  | 2  |    | 7  | 3  |
| Malta        | 12    | 12         | 8  | 7  | 10 | 7  | 12 | 12 | 10 | 12 | 6  | 12 |    | 10 |
| Rusland      | 12    | 6          | 12 | 12 | 12 | 8  | 6  | 7  | 8  | 5  | 5  | 10 | 3  |    |

## 12 punten
| Aantal keer 12 | Land        | Gekregen van                                         |
| -------------- | ----------- | ---------------------------------------------------- |
| 5              | Malta       | Kinderjury, Macedonië, Moldavië, Nederland, Oekraïne |
| 3              | Oekraïne    | Malta, San Marino, Wit-Rusland                       |
| 3              | Rusland     | Armenië, Azerbeidzjan, Zweden                        |
| 1              | Wit-Rusland | Rusland                                              |
| 1              | Armenië     | Georgië                                              |

## Wijzigingen

Deelnemende landen
Landen die in het verleden deelnamen

### Debuterende landen
- San Marino: het ministaatje debuteerde op het Junior Eurovisiesongfestival 2013.

### Terugtrekkende landen
- Albanië: na slechts één jaar stopt de Albanese omroep met deelnemen aan het festival. Dit vanwege gebrek aan geld en vanwege de lage plaats van 2012[1]
- België: na tien opeenvolgende deelnames besloot België niet langer deel te nemen aan het kinderfestival. De RTBF trok zich in 2006 reeds terug, waarna de VRT alleen instond voor de Belgische vertegenwoordiging. De VRT trok zich terug vanwege de beperkte kijkcijfers.[2][3]
- Israël: na slechts één deelname stopt de Israëlische omroep met deelnemen aan het festival.[4]

### Terugkerende landen
- Macedonië: na een pauze van een jaar besloot Macedonië terug te keren naar het Junior Eurovisiesongfestival. Het land deed enkel in 2012 niet mee, dit wegens gebrek aan geld voor de betaling van een deelname aan het kinderfestival en uit onvrede tegenover het huidige puntensysteem op het kinderfestival.[5]
- Malta: ook Malta heeft besloten om terug te keren naar het Junior Eurovisiesongfestival in 2013. Het land liet in 2011 weten niet meer mee te willen doen aan het kinderfestival en bleef in totaal 2 jaar weg van het Junior Eurovisiesongfestival. Hun reden was dat ze aan een Maltees evenement wilden meedoen.[5]